# Cydzyń Nowy-Albertowo
Cydzyń Nowy-Albertowo – nazwa miejscowości wymieniona tylko w opracowaniu Pierwszego Powszechnego Spisu Ludności z 1921 roku i opracowanym na jego podstawie Skorowidzu miejscowości Rzeczypospolitej Polskiej z oznaczeniem terytorjalnie im właściwych władz i urzędów oraz urządzeń komunikacyjnych, jako kolonia położona w województwie podlaskim, w powiecie łomżyńskim, w gminie Rogienice.
Według Powszechnego Spisu Ludności z 1921 roku wieś zamieszkiwało 30 osób w 4 budynkach mieszkalnych. Miejscowość należała do miejscowej parafii rzymskokatolickiej w m. Dobrzyjałowo. Podlegała pod Sąd Grodzki w Stawiskach i Okręgowy w Łomży; właściwy urząd pocztowy mieścił się w miejscowości Mały Płock.
Nie jest znane położenie miejscowości, nazwa nie występuje na żadnych mapach ani w opisach gminy Rogienice. Nie jest znany okres istnienia miejscowości.